# Russula firmula
Russula firmula (Syn:. Russula transiens) es un hongo de la familia Russulaceae. Tiene un sombrero de color muy variable. Tiene sabor muy picante y una de las esporadas más oscuras entre todas las especies europeas de Russula. Su olor afrutado es típico, que recuerda a las hojas de geranio. A menudo es difícil diferenciarla de especies estrechamente relacionadas.

## Características

### Características macroscópicas
El píleo mide de 3–6 (–8) cm de ancho, inicialmente cóncavo y luego aplanado. La cutícula del sombrero es lisa, moderadamente brillante solo cuando joven y ligeramente víscida cuando está mojada, por lo demás bastante opaca. El sombrero, que es de color muy variable, es predominantemente de color marrón-violáceo. El espectro de color del sombrero va desde el rojo vino-violeta al gris azulado y el rojo carne al rojo cobrizo. En el centro o disco suele ser más oscuro y, a menudo, de color marrón-oliva. El borde es entero y liso durante mucho tiempo, solo se puede ranurar brevemente cuando está viejo.
Las láminas miden de 4-6 mm de ancho y a veces se bifurcan, unidas al estípite pero se separan fácilmente con el tiempo o la manipulación. Son de color crema pálido cuando son jóvenes y luego se vuelven ocre a amarillo dorado. A menudo también tienen un tinte anaranjado. La esporada es color amarillo yema (IV sensu Romagnesi).
El estípite es color blanco puro y mide 2–4 (–6) cm de largo y 0.7–1.1 (–1,5) de ancho. En la base también puede ser ligeramente amarillo ocre u oxidado. Rara vez es un poco grisáceo con la edad. El estípite inicialmente entero se vuelve parcialmente hueco con la edad. Tiene forma casi de maza o más o menos bulbosa y, a veces, está ligeramente deformada o arrugada.
El contexo es de color blanco a ligeramente amarillo y se mantiene firme durante mucho tiempo. El sabor aparece lentamente, pero notablemente picante a muy picante, pero la sensación pronto se desvanece. Los ejemplares viejos y marchitos también pueden perder su sabor por completo. El olor es fuerte y agradable. El contexto huele similar a R. pseudointegra o de hojas de geranio o manzanas. Con FeSO4 en la carne esta se vuelve rosa, de color claro o marrón grisáceo. La reacción al guayacol es positiva, pero la decoloración suele ser débil y de desarrollo lento.

### Características microscópicas
Las esporas miden de 8–11 (-13) µm de largo y 8–8.5 (–12) de ancho y casi todos tienen verrugas aisladas, que rara vez están conectadas, algunas de las cuales están en red. Las verrugas son espinosas, largas y delgadas, de hasta 0.5 µm de altura. Los basidios miden 45–52 µm de largo y 11–13 µm de ancho y tienen cuatro esterigmas. Los pleurocistidos miden 65 a 90 µm de largo y 8.5–10 (–13) µm de ancho. En su mayoría son de forma cilíndrica a fusiforme, pero a menudo también apendiculados.
La piel del sombrero (epicutis) contiene numerosos pileocistidios de 6–9 (–15) de ancho, y tienen formas variables, son cilíndricos a en forma de palillo y con 0–2 (3) septos. Las células terminales de las hifas de la epicutis miden 2.7–4 µm de ancho.

### Delimitación de especies
Russula adulterina, que también se encuentra en los bosques de coníferas de montaña, es muy similar. Suele ser un poco más grande, el diámetro del sombrero es de 8-10 cm, y también las esporas son muy heterogéneas, al menos estadísticamente, algo más grandes (8–12 (–15) × 10–11,5).
Otra especie similar es Russula urens, el margen del sombrero está claramente ranurado o surcado desde el principio y su olor es débil o ausente.

## Ecología
Estas rusulas son hongos micorrízicas, que principalmente entran en una relación simbiótica con diferentes coníferas. Su árbol huésped más importante es el abeto. Pero en casos raros también puede asociarse con el abeto o el pino.
También, se pueden encontrar en bosques de coníferas de montaña, a menudo en suelos de piedra caliza. Pero también se da en los hayedos o bajo abetos dispersos o en bosques de pinos trepadores, así como en los bosques de abetos. Ocasionalmente también se puede encontrar en bosques de Carpinus.
A Russula firmula le gustan los suelos frescos, alcalinos a neutros, ricos en bases. Especialmente sobre piedra caliza, arena de cal, marga y roca profunda erosionada alcalina. Los cuerpos fructíferos aparecen entre finales de julio y octubre en las colinas o montañas. En las tierras bajas, la especie parece estar casi completamente ausente.

## Distribución

Países europeos con evidencia del hallazgo de Russula firmula.
Paises con Russula firmula
Países sin registros
Sin datos
Países fuera de Europa

Russula firmula es una especie puramente europea. 
En Alemania, Russula firmula está ausente en todas las tierras bajas del norte de Alemania y en Saarland y solo ocurre con mayor frecuencia en ciertas áreas de Baviera y Baden-Württemberg. La especie es común en los Alpes y la Selva Negra, de lo contrario es dispersa a rara. En Austria, la especie está muy extendida y solo está ausente en áreas por encima de 1300 m sobre el nivel del mar y en el este de Austria.

## Sistemática
La especie Russula firmula es interpretada de manera diferente por diferentes autores. Russula firmula sensu (1985) es un sinónimo de Russula cuprea. Russula firmula Schäff. (1940) y  puede ser sinónimo de Russula transiens (1967).

### Sistemática infragenérica
Bon coloca Russula firmula en la subsección Cupreinae, que a su vez se encuentra dentro de la sección Insidiosinae. La subsección generalmente contiene hongos de tamaño pequeño a mediano, de sabor más o menos picante. Los sombreros son de color muy variable y por lo general están claramente acanalados en el borde. El depósito de esporas es de color amarillo intenso.

### Formas y variedades
Se han descrito las siguientes formas y variedades de grasa afilada y brillante: 
| variedad                        | autor  | descripción |
| ------------------------------- | ------ | --- |
| Russula firmula f. Atropurpurea | (1998) | El sombrero es 4-6 cm de ancho, ligeramente encorvado y luego deprimido en el centro. Es de color púrpura oscuro, casi negruzco en el medio y estriado en el borde. El estípite es de 6 a 10 cm de largo y es esponjoso por dentro. Las laminillas están unidas al estípite y son amarillas. |
| Russula firmula var. ocellata   | (1953) | El sombrero mide aproximadamente 5 cm de ancho de color violeta a parduzco, más oliva en el medio. La mitad de la cutícula del sombrero se puede quitar. Las laminillas son de color ocre, el tallo blanco con tono grisáceo y más o menos hueco. La carne, con sabor al principio suave, sabe un poco picante después de un rato. El depósito de esporas es de color amarillo oscuro (IVD). Esta especie se encuentra en bosques mixtos de montaña. |

## Comestibilidad
Russula firmula es como todas las russulas de la subsección Cupreinae no comestible y al menos ligeramente venenoso crudo.